# August Ludwig (Komponist)
August Friedrich Ludwig (* 15. Januar 1865 in Waldheim; † 9. April 1946 in Dresden) war ein deutscher Komponist, Schriftsteller und Redakteur.

## Leben und Wirken
Er war der Sohn des Fabrikanten Friedrich August Ludwig aus Waldheim und dessen Ehefrau Marie Ludwig geborene Dreßel. Nach dem Schulbesuch studierte er Musik in Berlin, Köln und München. Anschließend lebte er als Komponist, Musiklehrer, Dirigent und Konzertmeister in Berlin, zuletzt in Dresden, wo er nach dem Zweiten Weltkrieg an Altersschwäche starb.
Ludwig war Redakteur der „Neuen Berliner Musikzeitung“ von 1894 bis 1903. Bekannt wurde er auch als Verfasser von Versen, Liedern, Sprüchen, Kurzgeschichten und Bühnenstücken.

## Werke (Auswahl)
- Aus Geheimschrift entziffert. 1907.
- Der neue Logau. Die Welt in Sprüchen. Nachdenkliche und stachlige Gereimtheiten,. 1909.
- Das Hohelied Salomos?! Ein biblisches Liebesrätsel, entgültig gelöst und für die Poesie zurückgerettet. 1909.
- Der neue Walther von der Vogelweide. Ein Sängerduell in geharnischten und beschaulichen Versen. 1910.
- Margariten Versbuch. 1912.